# Джон Берд
Джон Лоґі Берд (англ. John Logie Baird; 13 серпня 1888, Геленсбург — 14 червня 1946, Бексгілл-он-Сі) — шотландський інженер та винахідник першої у світі практичної, засвідченої публічно телевізійної системи, а також першого повністю електронного телепередавача кольорового зображення. Він залишився відомим в історії як перша людина, яка передала чорно-біле (в градаціях сірого) зображення об'єкта на відстань.

## Молоді роки
Берд народився у Геленсбургу (Аргілл-і-Б'ют, Шотландія, Велика Британія). Він був наймолодшим з чотирьох дітей у сім'ї преподобного Джона Берда (англ. Reverend John Baird), міністра Шотландської церкви у місцевій церкві Св. Нареченої і Джессі Моррісон Інгліс (англ. Jessie Morrison Inglis), осиротілої племінниці багатої сім'ї кораблебудівників з Глазго. Після навчання у школі поступив і закінчив технічний коледж (англ. Glasgow and West of Scotland Technical College) та Університет Глазго . Умови промислового Глазго тих часів сприяли формуванню його соціалістичних переконань та негативно вплинули на його не зовсім міцне здоров'я. Він став агностиком, але це не вплинуло на його відносини з батьком. Через початок Першої світової війни він так і не здобув ступеня доктора.
На початку 1915 року він добровільно зголосився на службу в британській армії, але за станом здоров'я був віднесений до категорії непридатних до дійсної військової служби. Не маючи змоги попасти на фронт, він влаштувався на роботу у компанію Clyde Valley Electric Power Company, яка займалась боєприпасами.

## Експерименти з телебаченням

### Перші успішні експерименти

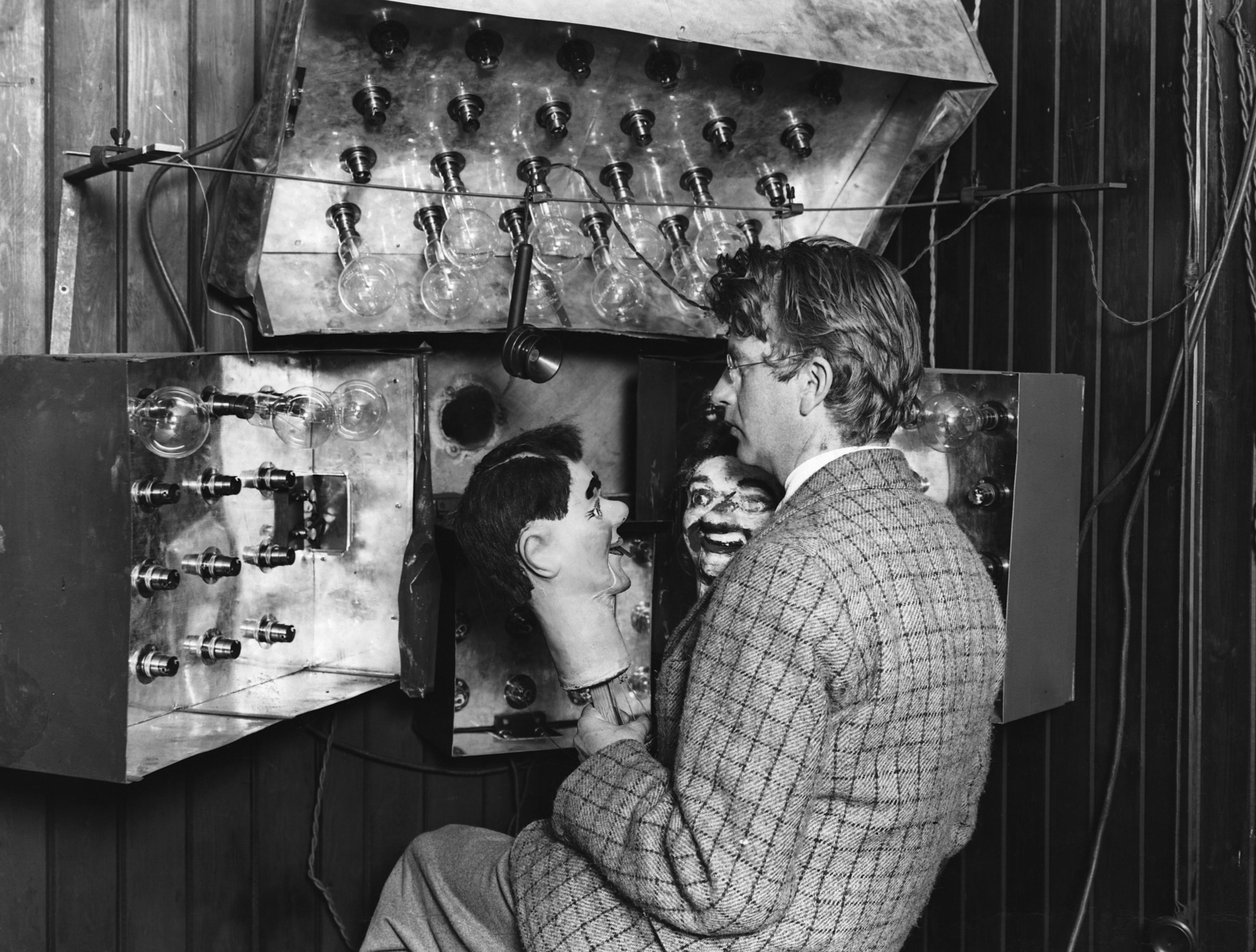
Берд у 1925 році зі своїм телевізійним обладнанням та ляльками для демонстрації

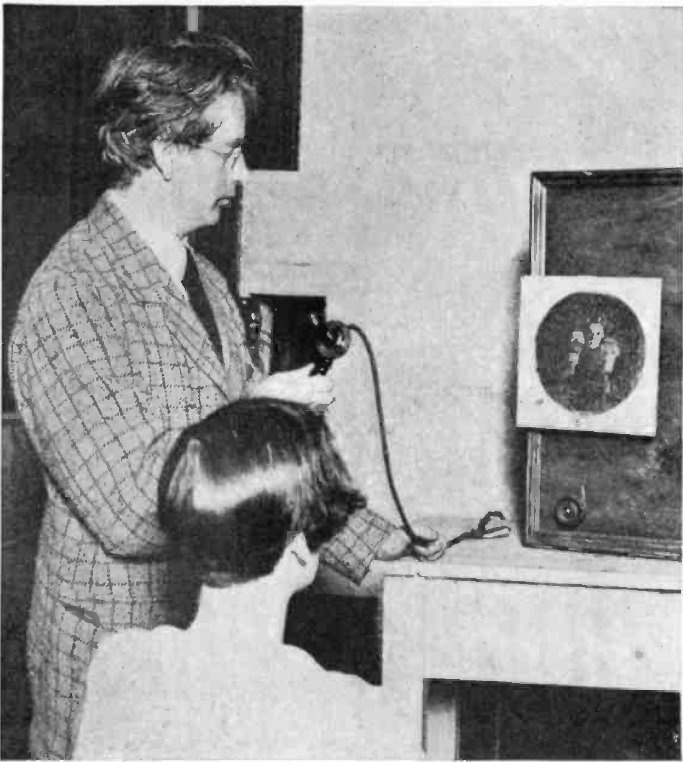
Джон Берд і його «телевізор» (1926)

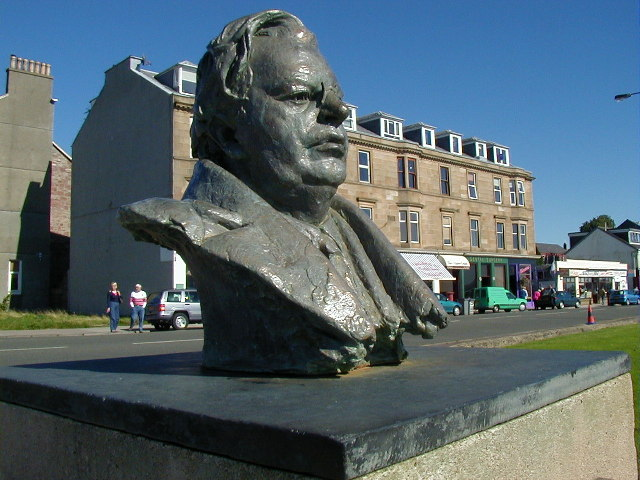
Бюст Джона Берда в Геленсбурзі

У своїх перших телевізійних експериментах Берд використовував диск Ніпкова і в лютому 1924 уже продемонстрував механічну телевізійну систему, здатну передавати і відображати рухомі зображення. Система відтворювала всього лише силуети об'єктів які знімались, наприклад згинання пальців. У липні того ж року він зазнав удару електричної напруги 1000-вольт, але вижив отримавши опіки руки, і в результаті цього господар приміщення, де була лабораторія, містер Трі, попросив Берда звільнити приміщення.
Уже 25 березня 1925 в магазині «Selfridges» в Лондоні відбулася прем'єра тритижневої демонстрації телебачення.
2 жовтня 1925 у своїй лабораторії Джон Берд досяг успіху у передачі чорно-білого (в градаціях сірого) зображення ляльки черевомовця. Зображення сканувалось у 30 ліній по вертикалі та передавалося 5 кадрів зображень за секунду. Під час експерименту Берд спустився вниз і привів кур'єра, 20-річного Вільяма Едварда Тейнтона, щоб подивитися, як виглядатиме людське обличчя на переданому зображенні. Таким чином, Едвард Тейнтон став першою людиною, зображення якої було передано за допомогою телевізійної системи.
У пошуку можливості повідомити громадськості про свій винахід, Берд відвідав редакцію газети Daily Express. Редактор газети був шокований пропонованої новиною. Пізніше, один з працівників редакції згадував його слова:

Ради Бога, спустіться вниз у приймальню і позбудьтеся безумця, що очікує там. Він каже, що винайшов машину, щоб бачити через радіо! Будьте обережними — він може бути озброєний.
Оригінальний текст (англ.)
For God's sake, go down to reception and get rid of a lunatic who’s down there. He says he's got a machine for seeing by wireless! Watch him — he may have a razor on him.

### Перші публічні демонстрації
26 січня 1926 у своїй лабораторії в Лондоні Берд продемонстрував передачу зображення для членів Королівської асоціації (англ. Royal Institution) і репортерів газети The Times. До цього часу він збільшив швидкість сканування до 12,5 зображень за секунду. Це був перший у світі показ справжньої телевізійної системи, яка показувала рухомі зображення в градаціях сірого кольору.
Свій перший у світі кольоровий передавач він продемонстрував 3 липня 1928, використовуючи по 3 диски Ніпкова в камері і телевізорі: в камері перед кожним диском стояв світлофільтр, що пропускав лише один з трьох основних кольорів, а в телевізорі за кожним диском була встановлена відповідного кольору лампа.
У тому ж році Берд продемонстрував своє стереоскопічне телебачення.

## Телетрансляції
У 1927 році Берд здійснив передавання телевізійного сигналу між Лондоном і Глазго на відстань 438 миль (705 км) телефонними дротами. Згодом він заснував компанію Baird Television Development Company Ltd, яка у 1928 році здійснила першу трансатлантичну телепередачу між Лондоном і Нью-Йорком, і створила першу телевізійну програму для BBC. З 1929 до 1935 року BBC транслювала свої телевізійні програми з використанням 30-лінійної системи Берда.
У 1930 році він демонстрував театральну телевізійну систему, з екраном 2х5 футів (60 на 150 см) у Лондоні, Берліні, Парижі та Стокгольмі. Видовище зібрало великі аудиторії, хоча за якістю передачі зображення воно не могло ще зрівнятися з кіно. До 1939 року він удосконалив свою театральну телевізійну систему — її екран уже був розміром 15 на 12 футів (4,6 на 3,7 метрів).
У 1931 році Берд провів першу трансляцію епсомівського кінного дербі (англ. Epsom Derby) в прямому ефірі. У 1932 році Берд перший здійснив передачу сигналу в діапазоні ультракоротких хвиль.
У кінці 1936 року BBC почала замінювати системи Берда (які до того часу мали 240 ліній сканування) електронними телевізійними системами компанії Electric and Musical Industries Ltd (EMI), котра, після злиття з компанією Марконі під керівництвом Ісаака Шенберга виготовляла системи з 405-рядковим скануванням. BBC припинила трансляції передач за системою Берда на початку 1937 року.

## Інші розробки
Берд також зробив значний внесок у розвиток електронного телебачення, наприклад, у 1939 році він продемонстрував кольорове телебачення на базі електронно-променевої трубки — перед екраном обертався диск, що складався з кольорових фільтрів. Цей метод використовувався американськими компаніями Columbia Broadcasting System (CBS) і Radio Corporation of America (RCA).
16 серпня 1944 він продемонстрував перший повністю електронний кольоровий екран. Створена система мала 600 рядків з триразовою черезрядковою розгорткою, зображення виводилося на екран у 6 проходів.
У 1944 році Берд переконав британську владу в необхідності використання для телепередач як стандарту нової кольорової 1000-рядкової системи. Якість зображення у цій системі була порівнянною з сучасним форматом цифрового телебачення високої якості — HDTV. Але, через безліч проблем, що виникли в країні після війни, ці плани так і не були реалізовані. Стандарт електронного телебачення у 405 рядків залишався чинним аж до появи у 1964 році 625-рядкового стандарту і системи аналогового кольорового телебачення PAL у 1967.